# Volkspark Potsdam
Der Volkspark Potsdam befindet sich im Bornstedter Feld im Norden der Stadt Potsdam. Das Gebiet erstreckt sich über drei Kilometer bis zum Jungfernsee im Norden und im Westen bis zur „Lennéschen Feldflur“. Im Süden grenzt es an den Ruinenberg des Parks Sanssouci und an die Nauener Vorstadt sowie im Osten an den Pfingstberg. Der Park umfasst mit einer Fläche von 65 ha die Teilbereiche In den Wällen, Kleiner und Großer Wiesenpark, Remisenpark und Waldpark (Schragen). Das vom Entwicklungsträger Bornstedter Feld betreute Gelände ist eintrittspflichtig.
Der Volkspark ist der jüngste Garten in Potsdam. Ab dem 18. Jahrhundert wurde das Gelände militärisch genutzt, vor allem als Truppenübungsplatz. Erst im Jahr 2001 wurde das Bornstedter Feld als Hauptgelände der Bundesgartenschau 2001 landschaftsplanerisch neu gestaltet. Er ist damit ein moderner Garten des 21. Jahrhunderts und ein Volkspark mit Freizeitmöglichkeiten wie Discgolfen (mit einem 15-Körbe-Parcours), Joggen, Inlineskaten, Radfahren und Fußballspielen.
Eine Hauptattraktion ist die große Tropenhalle der Biosphäre Potsdam. Das Gebäude beherbergt auf mehreren Ebenen ca. 20.000 tropische Pflanzen und kleine Tiere.